# Oh Yoko!
"Oh Yoko!" är en låt från 1971 som är skriven och framförd av John Lennon från hans album Imagine. Låten är skriven till hans hustru Yoko Ono.